# Hestur
Hestur er en færøsk ø, sydvest for Streymoy, sydøst for Koltur og nordvest for Sandoy.
Bygden Hestur, der er den eneste bebyggelse ligger nordøst på øen, og den 1. januar 2025 var det 15 fastboende.  
Hestur blev i 2005 en del af Tórshavnar kommuna. Øens areal er 5,9 km². 
De vigtigste næringsveje på Hestur er fiskeri og landbrug. En kaj blev anlagt i 1942 og den nuværende havn i 1965. Hestur har færgeforbindelse med Gamlarætt på Streymoy med færgen Erla Kongsdóttir.

## Geografi
Hestur er en af de mindste af Færøerne. Dens aflange og smalle form kan minde om en hesteryg, deraf navnet. Øen er ganske stejl  på østkysten, men er flad på toppen. Her finder man fire mindre indsøer i den sydlige ende, som Fagradalsvatn og Hálsvatn, samt de to højeste fjelde, Eggjarók og Múlin (begge 421 moh.).  
Øen når en ret betydelig højde (421 m), og den øverste del er et stort fladt parti med flere små indsøer. 
Hele vestsiden består af lodrette fuglefjelde med kløfter og strandpiller, bl.a. Álvastakkur. I fuglefjeldene er der et mylder af alle slags søfugle, bl.a. lomvier. Se Færøernes fugle. I gamle dage blev der drevet en del fuglefangst på øen, og mange steder var fangstpladserne lette at komme til. Men klippen er kraftigt forvitret – og for ca. 200 år siden var der fjeldskred flere steder på øen, hvor hele fuglefjelde styrtede i havet.
På sydkysten findes også grotten Klæmintsgjógv, hvor bl.a. Kristian Blak har arrangeret ture til.

## Hests kirkja
Hests kirkja blev indviet den 5. juni 1911. Kirketårnet er et firkantet tårn med et ottesidet spir, hvis hjørner går ned ad tårnet i en spids. Den hvidkalkede kirkes tag var tidligere af metal, men er skiftet ud med eternittag.

## Historie
Øen har været bebygget siden vikingetiden på Færøerne eller den tidlige middelalder. Den ældste boplads synes at være på sydspidsen af øen, på Hælur (hælen). Der findes rester af gammel bebyggelse, og det er øens solside, så korn modnes bedre der end andre steder på øen. Men på grund af, at det nærmest er umuligt at drive fiskeri derfra, er man flyttet og har bosat sig på østsiden, hvor bygden nu er.
Både Hestur og Koltur var sandsynligvis underlagt bispesædet i Kirkjubøur indtil reformationen. Hestur er første gang nævnt i jordebogen i 1584.
Ligesom på Skúvoy er vestsiden af øen stejl, og fuglefangsten havde ret stor betydning i gamle dage, især lundefangst.
Øen er omgivet af gode fiskevande, og beboerne var dygtige fiskere. Men dette erhverv har også krævet mange ofre – således i 1919, da to både fra bygden forliste med en tredjedel af alle øens fiskere.
Skolen i Hestur blev bygget i 1890, og kirken i 1910. 
I 1912 byggede man en lille anløbsbro, så dæksbåde kunne lægge til i stille vejr. 
Hestur og Koltur blev udskilt som Hests kommuna fra Suðurstreymoyar prestagjalds kommuna i 1930, efter at være blevet udskilt som eget kirkesogn fra Kirkjubøur i 1920. Hests kommuna blev indlemmet i Tórshavnar kommuna i 2005. På forhånd blev der afholdt en folkeafstemning, og med 88 % fremmødte stemte samtlige på Hestur for en indlemmelse.
En egentlig kaj blev bygget i 1942, og i 1965 anlagde man en bådehavn. I forbindelse med, at et nyt færgeleje blev anlagt ved Gamlarætt på vestsiden af Streymoy, var det nødvendigt at sprænge en stor del af klippen væk. En del af denne blev transporteret over fjorden til Hestur og benyttet til nyt havneanlæg der. Dette har fået stor betydning for fiskeriet og samfærdslen til øen.
1983 fik øen sin egen lille svømmehal.  Efter lokalt initiativ og med hjælp fra bl.a. unge mennesker gennem Mellemfolkeligt Samvirke kunne åbne en overdækket svømmehal i forbindelse med bygdens forsamlingshus.

## Demografi
Øens knappe befolkning er fordelt på 19 husstande. I slutningen af 1990-erne havde kommunen som helhed flest sysselsatte i fiskeriet, med ti sømænd, én handelsbedrift, et posthus og tre bønder. 
Indbyggertal 
Indbyggertal pr 1. januar:
| År         | 1985 | 1987 | 1989 | 1991 | 1993 | 1995 | 1997 | 1999 | 2001 | 2003 | 2005 | 2007 | 2009 |  |
| ---------- | ---- | ---- | ---- | ---- | ---- | ---- | ---- | ---- | ---- | ---- | ---- | ---- | ---- |  |
| Indbyggere | 58   | 59   | 56   | 56   | 54   | 48   | 47   | 46   | 51   | 43   | 39   | 34   | 32   |  |

## Turisme
Hestur bygd er et besøg værd, med de gamle huse og den lille idylliske havn. 
Af bygdevejen, kan man tage en vandretur mod syd ud til ruinerne fra bygden Hælur fra vikingetiden
Fra bygdevejen kan man finde den letteste opstigning til det høje flade plateau med søer og fjelde. 
Om sommeren arrangeres der ture fra Streymoy til grotten Klæmintsgjógv, som er en underjordisk en grotte, der er 400 meter lang og 50 meter høj. Grotten er kun tilgængelig fra søsiden, og kun i stille vejr. Længst inde i grotten kan man springe i land fra en gummibåd og klatre op på et lille plateau, hvor fra der om sommeren arrangeres koncerter med en fremragende akustik.

## Galleri
- Topografisk kort
- Hesturs offentlige svømmebassin
- Hestur bygd
- Hestur bygd
- Vestsiden af Hestur